# Kawambwa
Kawambwa è un ward dello Zambia, parte della Provincia di Luapula e capoluogo del distretto omonimo.